# Sauvages (film, 2015)
Pour plus de détails, voir Fiche technique et Distribution.
Sauvages (Couple in a Hole) est un film britannique réalisé par Tom Geens, sorti en 2015.
Le film remporte trois prix (Hitchcock d'or, Prix du scénario et Prix du public) au Festival du film britannique de Dinard 2015.

## Fiche technique
- Titre français : Couple in a Hole
- Réalisation : Tom Geens
- Scénario : Tom Geens
- Musique : Beak
- Pays d'origine :  Royaume-Uni
- Format : couleurs - 35 mm - 2,35:1
- Genre : drame, thriller
- Durée : 105 minutes
- Date de sortie : 2015

## Distribution
- Paul Higgins : John
- Kate Dickie : Karen
- Jérôme Kircher : Andre
- Corinne Masiero : Celine

## Distinctions
- Hitchcock d'or, Prix du scénario et Prix du public au Festival du film britannique de Dinard 2015.